# VOICE PRINT
『VOICE PRINT』（ヴォイス・プリント）は、1984年5月21日に発売されたレベッカのデビューアルバム。

## 概要
1983年「FITZBEAT」のオーディションを受け合格し、CBSソニーと契約。シングル「ウェラム・ボートクラブ」でデビューし、その1ヵ月後に当アルバムを発売した。
キャッチコピーは「NOKKOのダイナミックなボーカルが爆発する!シャープなサウンドはレーザー光線のようにハートを射抜く!!」。
6曲しか収録されていないため、当時LPの値段は1500円だった。

## 収録曲
- 全作詞：NOKKO（特記以外）、作曲：木暮武彦（特記以外）、編曲：レベッカ

1. ウェラム・ボートクラブ
作詞：木暮武彦・有川正沙子
  - レベッカのデビュー曲。アルバムバージョンで収録されている。
2. 百萬弗コネクション
作詞：NOKKO・有川正沙子
3. 瞳を閉じて
作曲：土橋安騎夫
4. ハチドリの証言
5. 蒼ざめた時間
6. QUEEN OF VENUS
作詞：有川正沙子
  - 最初にレコーディングされた曲である。

## 参加ミュージシャン
- NOKKO : VOCAL
- TAKEHIKO KOGURE : E.GUITAR,A.GUITAR,CHORUS
- NORIYUKI TAKAHASHI : E.BASS,S.BASS,CHORUS
- TATSUYA KONUMA :DRUMS,SIMMONS,PERCUSSIONS,CHORUS
- AKIO DOBASHI :SYNTHESIZERS,A.PIANO,SAX,FLUTE,GLOCKEN,CHORUS